# Gacki (Staszów)
Pour les articles homonymes, voir Gacki.
Gacki est une localité polonaise de la gmina de Szydłów, située dans le powiat de Staszów en voïvodie de Sainte-Croix.